# Amyciaea
Amyciaea – rodzaj pająków z rodziny ukośnikowatych, obejmujący 5 gatunków. 
Pająki te stosują mimikrę polując na mrówki. Nie budują sieci.
Występują w Azji, Australii i Afryce.

## Gatunki
Należą tu następujące gatunki:
- Amyciaea albomaculata (O. P-Cambridge, 1874) (Australia i Nowa Gwinea)
- Amyciaea forticeps (O. P.-Cambridge, 1873)  (Indie i od Chin po Malezję)
- Amyciaea hesperia (Simon, 1895) (Sierra Leone i Wybrzeże Kości Słoniowej)
- Amyciaea lineatipes (O. P.-Cambridge, 1901) (Singapur i Sumatra)
- Amyciaea orientalis (Simon, 1909) (Wietnam)